# Френсіс Лі (режисер)
Френсіс Лі (англ. Francis Lee, нар. 1969) ― британський режисер і сценарист фільмів «Земля божа» (2017) та «Амоніт» (2020).

## Життя та кар'єра
Виріс на фермі своєї родини в Soyland, Calderdale, Західний Йоркшир. Після закінчення школи він навчався акторської майстерності в коледжі Роуз Бруфорд, а потім працював у театрі. Вперше Лі з'явився на телебаченні в 1994 році в «Піковій практиці», за якою рушили ролі в таких телевізійних серіалах, як «Убивства в Мідсомері», «Серцебиття» та «Потерпілість». У кіно він мав невеликі ролі у фільмі Майка Лі «Гармидер» (1999) та в фільмі Сандри Гольдбахер «Я без тебе» (2001).
Хоча сьогодні він працює режисером, він ніколи не навчався у кіношколі. У 2000-х Лі втратив інтерес до акторської майстерності й захотів розповісти власні історії. Працюючи на сміттєзвалищі, він дебютував у режисурі короткометражним фільмом «Дружина фермера» (2012), а потім короткометражними фільмами « Брадфорд Галіфакс Лондон» (2013) та «Останній дрібний власник» (2014). Його прорив відбувся у фільмі 2017 року «Земля божа», який отримав визнання критиків. Він виграв призи на кінофестивалі в Санденсі та премії «Тедді», нагороду режисера «Прорив» у Лондонському кінокритичному кіллі та премію BAFTA за найкращого сценариста-дебютанта.
Лі режисував фільм «Аммоніт», який вийшов у вересні 2020 року, а в ролях лесбійської пари в 19 столітті зіграли Кейт Вінслет і Сірша Ронан.
Він працює над майбутнім фільмом жахів, який досліджує теми «класовості та квір».
Він розподіляє свій час між Йоркширом та Лондоном.

## Особисте життя
Френсіс Лі відкритий гей.

## Фільмографія
| Рік      | Фільм                   |         |            |               |
| Рік      | Фільм                   | Режисер | Письменник | Примітки      |
| -------- | ----------------------- | ------- | ---------- | ------------- |
| 2012 рік | The Farmer's Wife       | Так     | Так        | Короткий метр |
| 2013 рік | Bradford Halifax London | Так     | Так        | Короткий метр |
| 2014 рік | The Last Smallholder    | Так     | Так        | Короткий метр |
| 2017 рік | Земля божа              | Так     | Так        | Дебют         |
| 2020 рік | Амоніт                  | Так     | Так        |               |